# 加藤義成
加藤 義成（かとう よしなり、1905年11月10日 - 1983年3月23日）は、日本の郷土史家。
島根県加茂町出身。1928年、島根県師範学校専攻科卒業。小学校訓導となり、試験認定により中等学校国語漢文科、および高等学校国語科教員免許を取得。
三刀屋中学校、益田農林学校、島根師範学校教諭をつとめた。1946年、病気退職。1951年より、島根県嘱託、島根大学非常勤講師、大社国学館講師、島根県文化財保護審議会委員、島根県立博物館専門員歴任。
古代出雲の研究に生涯をささげ、数多くの論文を発表した。

## 著書
- 『出雲国風土記参究』 至文堂 1957
- 『風土記時代の出雲』 出雲国風土記研究会 1962
- 『校注出雲国風土記』 千鳥書房 1965
- 『校本出雲国風土記』 出雲国風土記研究会 1968